# Gran Premio motociclistico del Sudafrica 1984
Il Gran Premio motociclistico del Sudafrica 1984 fu il primo appuntamento del motomondiale 1984.
Si svolse il 25 marzo 1984 sul circuito di Kyalami e registrò nella classe 500 la vittoria di Eddie Lawson e di Patrick Fernandez nella classe 250.
Per Lawson si tratta della prima vittoria nel motomondiale.

## Classe 500

### Arrivati al traguardo
| Pos | Pilota               | Moto       | Giri | Tempo     | Griglia | Punti |
| --- | -------------------- | ---------- | ---- | --------- | ------- | ----- |
| 1   | Eddie Lawson         | Yamaha     | 30   | 53:22.400 | 11      | 15    |
| 2   | Raymond Roche        | Honda      | 30   | +12.600   | 2       | 12    |
| 3   | Barry Sheene         | Suzuki     | 30   | +12.900   | 7       | 10    |
| 4   | Didier de Radiguès   | Chevallier | 30   | +15.800   | 2       | 8     |
| 5   | Sergio Pellandini    | Suzuki     | 30   | +1:04.000 | 4       | 6     |
| 6   | Massimo Broccoli     | Honda      | 30   | +1:29.600 | 13      | 5     |
| 7   | Boet van Dulmen      | Suzuki     | 29   | +1 giro   | 10      | 4     |
| 8   | Christian Le Liard   | Chevallier | 29   | +1 giro   | 16      | 3     |
| 9   | Chris Guy            | Honda      | 29   | +1 giro   | 12      | 2     |
| 10  | Brett Hudson         | Suzuki     | 28   | +2 giri   | 15      | 1     |
| 11  | Reinhold Roth        | Honda      | 26   | +4 giri   | 9       |       |
| 12  | Dimitrios Papandreou | Yamaha     | 24   | +6 giri   | 19      |       |
| 13  | Klaus Klein          | Suzuki     | 23   | +7 giri   | 18      |       |

### Ritirati
| Pilota            | Moto   | Giri | Motivo ritiro | Griglia |
| ----------------- | ------ | ---- | ------------- | ------- |
| Marco Lucchinelli | Cagiva | 13   | Scarichi      | 17      |
| Ron Haslam        | Honda  | 11   | Caduta        | 6       |
| Franco Uncini     | Suzuki | 9    |               | 3       |
| Virginio Ferrari  | Yamaha | 6    | Carburatori   | 5       |
| Gustav Reiner     | Honda  | 2    |               | 14      |

### Non partito
| Pilota          | Moto  | Griglia |
| --------------- | ----- | ------- |
| Freddie Spencer | Honda | 1       |

## Classe 250

### Arrivati al traguardo
| Pos | Pilota                 | Moto              | Tempo     | Griglia | Punti |
| --- | ---------------------- | ----------------- | --------- | ------- | ----- |
| 1   | Patrick Fernandez      | Yamaha            | 47:10.100 | 15      | 15    |
| 2   | Christian Sarron       | Yamaha            | +1.100    | 6       | 12    |
| 3   | Sito Pons              | Kobas-Rotax       | +3.400    | 19      | 10    |
| 4   | Manfred Herweh         | Real-Rotax        | +19.400   | 12      | 8     |
| 5   | Anton Mang             | Yamaha            | +27.000   | 25      | 6     |
| 6   | Karl-Thomas Grässel    | Yamaha            | +38.900   | 37      | 5     |
| 7   | Jean-François Baldé    | Pernod            | +44.500   | 8       | 4     |
| 8   | Ivan Palazzese         | Yamaha            | +46.600   | 3       | 3     |
| 9   | Carlos Lavado          | Yamaha            | +48.700   | 2       | 2     |
| 10  | Alan Carter            | Yamaha            | +55.600   | 4       | 1     |
| 11  | Mario Rademeyer        | Yamaha            | +55.700   | 1       |       |
| 12  | Martin Wimmer          | Yamaha            | +1:20.400 | 9       |       |
| 13  | Jean-Michel Mattioli   | Chevallier-Yamaha | +1:32.600 | 11      |       |
| 14  | Stéphane Mertens       | Yamaha            | +1 giro   | 16      |       |
| 15  | Thierry Espié          | Chevallier-Yamaha | +1 giro   | 18      |       |
| 16  | Jacques Cornu          | Yamaha            | +1 giro   | 22      |       |
| 17  | Jean-Louis Guignabodet | Yamaha            | +1 giro   | 10      |       |
| 18  | Jacques Bolle          | Pernod            | +1 giro   | 20      |       |
| 19  | Jimmy Rodger           | Yamaha            | +1 giro   | 21      |       |
| 20  | David Emond            | Yamaha            | +1 giro   | 14      |       |
| 21  | Klaus-Peter Baller     | Yamaha            | +1 giro   | 31      |       |
| 22  | Danny Bristol          | Yamaha            | +1 giro   | 22      |       |
| 23  | Chas Mortimer          | Armstrong         | +2 giri   | 34      |       |
| 24  | Barry Kerr             | Yamaha            | +4 giri   | 36      |       |

### Ritirati
| Pilota             | Moto     | Motivo ritiro | Griglia |
| ------------------ | -------- | ------------- | ------- |
| Kevin Hellyer      | Yamaha   | Caduta        | 17      |
| Wayne Rainey       | Yamaha   |               | 5       |
| Harald Eckl        | Rotax    |               | 13      |
| Loris Reggiani     | Kawasaki |               | 27      |
| Thierry Rapicault  | Yamaha   | Caduta        | 7       |
| Warren Bristol     | Yamaha   |               | 28      |
| Leonard Alan Dibon | Yamaha   |               | 26      |
| Richard Hubin      | Yamaha   |               | 29      |
| Russell Wood       | Yamaha   |               | 30      |
| Hervé Guilleux     | Yamaha   | Caduta        | 24      |
| Ronan Schulz       | Yamaha   |               | 32      |
| Dave Estment       | Honda    |               | 33      |
| Roland Freymond    | Yamaha   | Caduta        | 35      |